# Beast Man
Beast Man (hr. Čovjek Zvijer), izmišljeni lik iz multimedijalne franšize Gospodari svemira; zlikovac koji ima sposobnost kontroliranja životinja, a osobito zvijeri. Odan je zlom gospodaru Skeletoru i služi mu kao jedan od glavnih ljudi, njegova desna ruka, unatoč tome što ne posjeduje osobitu inteligenciju. Međutim, svoje mane nadoknađuje odanošću i divljom snagom.

## Povijest lika
Beast Man je potekao od roda ljudi zvijeri na Eterniji te stoga posjeduje divlju narav i snagu i moć telepatskog kontroliranja divljih životinja kojima se služi u napadu na Herojske ratnike. Privržen je Skeletoru, a iako ima određenu sposobnost rasuđivanja, Skeletor često upravo njega krivi ukoliko mu planovi prođu loše, zbog čega je često izložen poruzi.
U adaptaciji animirane serije, Gospodari svemira: Otkriće (2021.) prikazano je kako ima određenu emotivnu afekciju prema Evil-Lyn te se ponaša kao njen zaštitnik.

## Originalni mini stripoviGospodari svemira
U mini stripovima pojavljuje se kao neustrašivi divlji ratnik, ponešto drugačijeg izgleda u odnosu na kasniji. Najprivrežniji je poslušnik Skeletora u njegovoj tada priličnoj maloj grupi Zlih ratnika.

## Televizijska adaptacija lika

### He-Man i Gospodari svemira (1983. – 1985.)
U originalnoj Filmationovoj animiranoj seriji He-Man i Gospodari svemira (1983. – 1985.), Beast Man je odani poslušnik zlog gospodara Skeletora te boravi zajedno s ostatkom jezgre Zlih ratnika na Zmijskoj planini. Posjeduje moć kontroliranja divljih zvijeri uz pomoć telepatije, ali ne može kontrolirati sve zvjeri, primjerice Panthora.
Skeletor često iskaljuje svoj bijes zbog neuspješne realizacije planova o osvajanju Eternije i dvorca Siva Lubanja upravo na Beast Manu, a jednom ga je čak i potjerao iz Zmijske planine, ali se Beast Man naposljetku ipak uspio vratiti u redove Zlih ratnika.

### Gospodari svemira (1987.)
U znanstveno-fantastičnom igranom filmu Gospodari svemira (1987.), Beast Man je divlji plaćenik u suradnji sa Skeletorom. Za razliku od animirane serije i stripova, u filmu Beast Man nema sposobnost govora, već samo ispušta neartikulirane zvukove. Dio je tima plaćenika, zajedno s Bladeom, Saurodom i Kargom. Skeletorom ga je poslao na Zemlju, zajedno s ostalim plaćenicima, kako bi pronašli Kosmički ključ. Nakon što je He-Man porazio Skeletora i oslobodio Čarobnicu i dvorac Siva Lubanja, Beast Man je pobjegao zajedno s Evil-Lyn i Kargom.

### He-Man i Gospodari svemira (2002. – 2004.)
Čarobnjak Keldor pronašao je Beast Mana kako bi mu ponudio mjesto u svojoj družbi zlikovaca, ali Beast Man ga je instiktivno napao i pokušao ubiti. Keldor ga je naposljetku ipak savladao, a kasnije mu je spasio i život te je Beast Man postao jedan od najodanijih Keldorovih ljudi. Kada je Keldor teško ozlijeđen u sukobu s kapetanom Randorom, Beast Man ga je izbavio iz Dvorane mudrosti prije nego ga je Randor uspio zarobiti. Keldor je pronašao utočište na Tamnoj hemisferi koju su Man-At-Arms i Čarobnica ogradili Mističnim zidom i zarobili tamo Zle ratnike. Nakon što je Hordakovom intervencijom Keldoru spašen život, postao je Skeletor, gospodar zla.
Beast Man posjeduje sposobnost kontrole svih životinja izuzev zmajeva te Borbenog Mačka i Panthora. Često se koristi uslugama divovskih grifona i raznih većih zmija. U pećinama u dubini Zmijske planine posjeduje bestiarij u kojem drži zatočene brojne divlje životinje. Evil-Lyn ga ne podnosi i često ga prezirno kritizira.